# Arcoscalpellum pentagonum
Arcoscalpellum pentagonum is een rankpootkreeftensoort uit de familie van de Scalpellidae. De wetenschappelijke naam van de soort is voor het eerst geldig gepubliceerd in 1955 door Nilsson-Cantell.